# 小行星9082
小行星9082（英語：9082 Leonardmartin）是一颗围绕太阳公转的小行星。1994年11月4日，卡罗琳·舒梅克、尤金·舒梅克在帕洛马山发现了此天体。
这颗小行星的绝对星等为280.83742等。